# Great Woolstone
Great Woolstone var en civil parish fram till 1934 då den blev en del av Woolstone cum Willen, i grevskapet Buckinghamshire, i England. Civil parish hade 52 invånare år 1931. Byn nämndes i Domedagsboken (Domesday Book) år 1086, och kallades då Ulsiestone.